# رادوسلاف سيرزنياك
رادوسلاف سيرزنياك هو لاعب كرة قدم بولندي يلعب كحارس مرمي مع نادي ليجيا وارسو.